# Андижан (Булакбашинський район)
40°39′15″ пн. ш. 72°21′27″ сх. д. / 40.65417° пн. ш. 72.35750° сх. д.
Андижа́н (узб. Андижон, Andijon) — міське селище в Узбекистані, в Булакбашинському районі Андижанської області.
Населення становить 10,2 тис. осіб (2004, 4549 осіб за переписом 1989, 5 тис. в 1968).
Селище розташоване в південно-східній частині Ферганської долини, на берегах арику Какир, за 11 км на південь від Андижана, за 16 км на схід від залізничної станції Ассаке.
Ведеться видобуток нафти.
Статус міського селища з 1942 року.